# ГЕС Лакседе
ГЕС Лакседе (швед. Laxede) — гідроелектростанція на півночі Швеції. Знаходячись між ГЕС Порсі (вище по течії) та ГЕС Vittjärv, входить до складу каскаду на річці Лулеельвен, яка впадає в Ботнічну затоку Балтійського моря біля міста Лулео.
У межах проекту річку перекрили греблею висотою 24 метри, по центру якої знаходиться бетонна гравітаційна частина, а ліворуч та праворуч від неї розташовані земляні ділянки довжиною 480 та 560 метрів відповідно. Ця споруда утримує водосховище з припустимим коливанням рівня поверхні в діапазоні 1,5 метра.
Інтегрований у греблю машинний зал первісно обладнали двома турбінами типу Каплан потужністю по 58 МВт, введеними в експлуатацію у 1962—1963 роках. В 1986-му до них додали ще одну значно більшої одиничної потужності 91 МВт. Станом на середину 2010-х років загальна потужність станції становить 222 МВт. Її обладнання працює при напорі у 25 метрів та забезпечує виробництво майже 0,9 млрд кВт-год електроенергії на рік.
Диспетчерський центр для управління всім каскадом компанії Vattenfall на Лулеельвен знаходиться у Vuollerim, де розташована згадана вище ГЕС Порсі.
Також можливо відзначити, що на час спорудження станції Laxede по річці ще здійснювався лісосплав, тому комплекс було обладнано спеціальним водоводом довжиною 122 метри, здатним переправляти до 24 тисяч стовбурів на годину.